# Le Châtelard FR
| FR ist das Kürzel für den Kanton Freiburg in der Schweiz. Es wird verwendet, um Verwechslungen mit anderen Einträgen des Namens Le Châtelard zu vermeiden. |

Le Châtelard (Freiburger Patois Tsathèlâⓘ) mit der Ortschaft Le Châtelard-près-Romont ist eine politische Gemeinde im Distrikt Glâne des Kantons Freiburg in der Schweiz.

## Geographie
Le Châtelard liegt auf 903 m ü. M., 5 km ostsüdöstlich des Bezirkshauptortes Romont (Luftlinie). Das Bauerndorf erstreckt sich an aussichtsreicher Lage auf einem Geländevorsprung am Westabhang des Gibloux, nördlich des Tals des Ruisseau du Mausson, im höheren Freiburger Mittelland.
Die Fläche des 7,5 km² grossen Gemeindegebiets umfasst einen Abschnitt des Molassehügellandes im Freiburger Mittelland. Das gesamte Gebiet liegt auf der Westabdachung des Gibloux. Die südliche Grenze bildet der in ein Erosionstal eingeschnittene Bach Ruisseau du Mausson (rechter Seitenbach der Neirigue). Auch die Hochmulde von Le Pontet im Südosten wird durch den Ruisseau du Mausson entwässert. Nach Süden erstreckt sich der Gemeindeboden über die Waldhöhe Derbali (1072 m ü. M.) bis an den Rand des Moorgebietes Les Gurles. Ganz im Osten wird auf der Höhe oberhalb der Côtes-à-Richard mit 1130 m ü. M. der höchste Punkt von Le Châtelard erreicht. Im Norden reicht die Gemeindefläche in das Einzugsgebiet des Baches Ruisseau du Glèbe. Von der Gemeindefläche entfielen 1997 2 % auf Siedlungen, 27 % auf Wald und Gehölze und 71 % auf Landwirtschaft.
Zu Le Châtelard gehören die Weiler Le Planet (846 m ü. M.) unterhalb des Dorfes und Planafaye (944 m ü. M.) westlich des Waldes La Joux de Villargiroud sowie einige Einzelhöfe. Nachbargemeinden von Le Châtelard sind Villorsonnens, Sorens, Marsens, Grangettes und Massonnens.

## Bevölkerung
Mit 352 Einwohnern (Stand 31. Dezember 2023) gehört Le Châtelard zu den kleinen Gemeinden des Kantons Freiburg. Von den Bewohnern sind 97,9 % französischsprachig, 1,2 % portugiesischsprachig, und 0,6 % sprechen Deutsch (Stand 2000). Die Bevölkerungszahl von Le Châtelard belief sich 1850 auf 427 Einwohner, 1900 auf 442 Einwohner. Im Verlauf des 20. Jahrhunderts nahm die Bevölkerungszahl allmählich ab; seit ungefähr 1980 bleibt sie auf konstantem Niveau.
Einwohnerzahlen: Volkszählungsdaten

## Wirtschaft
Le Châtelard war bis in die zweite Hälfte des 20. Jahrhunderts ein vorwiegend durch die Landwirtschaft geprägtes Dorf. Noch heute haben die Milchwirtschaft, die Viehzucht und die Forstwirtschaft einen wichtigen Stellenwert in der Erwerbsstruktur der Bevölkerung. Weitere Arbeitsplätze sind im lokalen Kleingewerbe und im Dienstleistungssektor vorhanden. In den letzten Jahrzehnten hat sich das Dorf dank seiner attraktiven Lage auch zu einer Wohngemeinde entwickelt. Viele Erwerbstätige sind deshalb Wegpendler, die hauptsächlich in den Regionen Romont und Freiburg arbeiten.

## Verkehr
Die Gemeinde liegt abseits der grösseren Durchgangsstrassen an einer Verbindungsstrasse von Grangettes über die Höhe des Gibloux nach Sorens. Durch eine Buslinie der Transports publics Fribourgeois, die zwischen Bulle und Romont verkehrt, ist Le Châtelard an das Netz des öffentlichen Verkehrs angeschlossen.

## Geschichte
Das Gemeindegebiet von Le Châtelard war schon zur Römerzeit besiedelt. Während des Hochmittelalters befand sich hier vermutlich ein befestigter Burgplatz, worauf der Name des Dorfes hindeutet. Frühere Namensformen waren Chastelard und Chattelard (latinisiert auch Castellarium supra). Die frühe Ortsgeschichte liegt weitgehend im Dunkeln.
Während des 13. Jahrhunderts gehörte Le Châtelard zur Grafschaft Greyerz, bevor es 1273 an das Haus Savoyen kam. 1449 gelangte das Dorf an die Herren von Montagny und 1564 durch Kauf an Freiburg. Dieses teilte Le Châtelard der Vogtei Romont zu. Nach dem Zusammenbruch des Ancien Régime (1798) gehörte das Dorf während der Helvetik und der anschliessenden Zeit zum Bezirk Romont und wurde 1848 in den Bezirk Glâne eingegliedert.
Im Rahmen der vom Kanton seit 2000 geförderten Gemeindefusionen sollten Le Châtelard, Grangettes und Massonnens zusammengelegt werden. Nachdem die Bewohner von Massonnens im April 2005 eine Fusion ablehnten, wurde das Projekt vorläufig aufs Eis gelegt.

## Sehenswürdigkeiten
Die Kirche Saint-Bernard-de-Menthon wurde 1846 erbaut. Seit 1840 bildet Le Châtelard eine eigene Pfarrei, vorher gehörte es zur Kirchgemeinde Grangettes. Im Ort sind einige charakteristische Bauernhäuser aus dem 18. und 19. Jahrhundert erhalten.